# Proces załogi Mühldorf (US vs. Franz Auer i inni)
Proces załogi Mühldorf (US vs. Franz Auer i inni) – proces członków personelu obozu koncentracyjnego Mühldorf, który odbył się przed amerykańskim Trybunałem Wojskowym w Dachau w dniach 1 kwietnia – 13 maja 1947. Mühldorf był podobozem KL Dachau, utworzonym w połowie 1944. Więźniowie pracowali tu przymusowo w podziemnych fabrykach samolotów Messerschmitt 262. Warunki panujące w obozie były niezwykle ciężkie.
Na ławie oskarżonych zasiadło 14 byłych członków załogi obozu Mühldorf (w tym siedmiu esesmanów i siedmiu pracowników cywilnych). Wśród oskarżonych znaleźli się między innymi: Franz Auer (kierownik wydziału odpowiedzialnego za prace przymusową więźniów), dr Erika Flocken (naczelna lekarka obozowa) i Wilhelm Jergas (oficer raportowy, odpowiedzialny za apele więźniów). 12 oskarżonych zostało uznanych za winnych stawianych im zarzutów. Zapadło pięć wyroków śmierci, dwa dożywotniego pozbawienia wolności i pięć terminowych kar więzienia (od 20 do 10 lat). Dwóch oskarżonych uniewinniono. Wykonano tylko jedną karę śmierci, pozostałe zamieniono na dożywotnie pozbawienie wolności. Franz Auer został stracony przez powieszenie w więzieniu Landsberg 26 listopada 1948.

## Wyrok amerykańskiego Trybunału Wojskowego w procesie załogi Mühldorf (US vs. Franz Auer i inni)
| Oskarżony           | Stopień             | Funkcja                                  | Wyrok                                                                         | Data zwolnienia z więzienia |
| ------------------- | ------------------- | ---------------------------------------- | ----------------------------------------------------------------------------- | --------------------------- |
| Franz Auer          | SS-Hauptscharführer | Arbeitseinsatzführer                     | śmierć przez powieszenie (wyrok wykonano 26 listopada 1948)                   | brak                        |
| Erika Flocken       | pracownik cywilny   | lekarz obozowy                           | śmierć przez powieszenie (karę zamieniono na dożywotnie pozbawienie wolności) | 29 kwietnia 1957            |
| Wilhelm Jergas      | SS-Hauptscharführer | Rapportführer                            | śmierć przez powieszenie (karę zamieniono na dożywotnie pozbawienie wolności) | 13 kwietnia 1955            |
| Herbert Späth       | SS-Oberscharführer  | urzędnik administracji obozowej          | śmierć przez powieszenie (karę zamieniono na dożywotnie pozbawienie wolności) | 28 stycznia 1954            |
| Otto Sperling       | pracownik cywilny   | nadzorca w komandzie więźniarskim        | śmierć przez powieszenie (karę zamieniono na dożywotnie pozbawienie wolności) | 5 lutego 1954               |
| Heinrich Engelhardt | SS-Hauptscharführer | adiutant komendanta obozu                | dożywotnie pozbawienie wolności                                               | 23 grudnia 1953             |
| Hermann Giesler     | pracownik cywilny   | przedstawiciel Organizacji Todt w obozie | dożywotnie pozbawienie wolności                                               | 18 października 1952        |
| Karl Gickeleiter    | pracownik cywilny   | inżynier obozowy                         | 20 lat pozbawienia wolności                                                   | 19 lipca 1952               |
| Wilhelm Griesinger  | pracownik cywilny   | przedstawiciel Organizacji Todt w obozie | 20 lat pozbawienia wolności                                                   | 28 lutego 1952              |
| Jakob Schmidberger  | SS-Scharführer      | dowódca oddziałów wartowniczych          | 20 lat pozbawienia wolności                                                   | 14 grudnia 1951             |
| Daniel Gottschling  | SS-Rottenführer     | urzędnik administracji obozowej          | 15 lat pozbawienia wolności                                                   | 11 stycznia 1952            |
| Wilhelm Bayha       | SS-Oberscharführer  | kierownik komanda więźniarskiego         | 10 lat pozbawienia wolności                                                   | 24 lutego 1952              |
| Anton Ostermann     | SS-Hauptsturmführer | dowódca kompanii wartowniczej            | uniewinniony                                                                  | brak                        |
| Karl Bachmann       | pracownik cywilny   | urzędnik administracji obozowej          | uniewinniony                                                                  | brak                        |